# WKS Wieluń
Wieluński Klub Sportowy Wieluń — polski klub sportowy z siedzibą w Wieluniu.

## Historia
Historia zorganizowanej piłki nożnej w Wieluniu sięga marca 1931 roku, kiedy powołano Strzelecki Klub Sportowy Legia Wieluń, który przyjął biało-czerwone barwy. W 1933 roku drużyna wywalczyła awans do Klasy A Częstochowa (II poziom rozgrywek w przedwojennej Polsce), jednak już rok później została rozwiązana. Po II wojnie światowej powstał WKS Wieluń, który w 1946 roku przystąpił od rozgrywek Klasy A Częstochowa (II poziom rozgrywek). W 1955 roku drużyna występowała w Klasie A grupie Łódź (IV poziom rozgrywek). W sezonie 1977/1978 drużyna grała w Sieradzkiej Klasie A [IV poziom rozgrywek]
W 1957 roku WKS połączył się z innymi klubami piłkarskimi w Wieluniu i przeszedł pod opiekę pionu startowskiego (kluby spółdzielcze) przyjmując nazwę WKS Start. W latach 90. Walne Zebranie Członków zdecydowało o wystąpieniu z pionu startowskiego.

## Sekcje sportowe
Sekcjami wiodącymi w historii WKS-u były sekcje piłki nożnej i piłki siatkowej męskiej, i żeńskiej, a uzupełniającymi – lekka atletyka, koszykówka, brydż sportowy, tenis stołowy i piłka ręczna. Sekcja siatkówki wyodrębniła się w oddzielny klub w 2006 r. i od tego czasu WKS Wieluń jest klubem jednosekcyjnym (piłka nożna).

## Osiągnięcia
W latach 1985–1989 oraz 1991-2001 klub uczestniczył w rozgrywkach III ligi w piłce nożnej (odpowiednik obecnej II ligi).
W kategorii Juniorów Młodszych dwukrotnie WKS Wieluń grał w finałach Mistrzostw Polski. Trenerami byli Zbigniew Kosmęda i Andrzej Czajkowski. Drużyna młodych piłkarzy WKS-u szkolonych przez Jana Lemanika awansowała też do finałowych rozgrywek Spartakiady Ogólnopolskiej.
Znaczące sukcesy odnosiła młodzieżowa sekcja piłki siatkowej. Pierwszy był awans Juniorów Starszych pod wodzą Jerzego Piechoty do finału Mistrzostw Polski. W drużynie tej grali min. późniejsi reprezentanci Polski klas młodzieżowych: Jarosław Jasiński, Robert Majtyka, jak również Leszek Pałyga. Ten ostatni wychował on m.in. dwóch mistrzów świata z Teheranu w kategorii juniorów tj. Marcina Krysia i Mariusza Wlazłego. Trener Leszek Pałyga z drużyną, w której grali, awansował wcześniej do finału Mistrzostw Polski Młodzików.
Dwukrotnie młodziczki szkoleniowców Jerzego Grabarczyka i Katarzyny Pałygi występowały w finałach Mistrzostw Polski. Innym wychowankiem klubu, ponad 20 lat wcześniej, był Bogusław Kanicki. W latach 90. drużyna siatkarzy w barwach WKS grała w II lidze.
Największe osiągnięcie sekcji lekkiej atletyki to medale Mistrzostw Polski młodzików i juniorów młodszych Pawła Wierzbickiego i Donaty Turskiej, dwukrotnie czwarte miejsca w Mistrzostwach Polski w biegach przełajowych zajmował Sławomir Bąk.

## Wychowankowie klubu
- sekcja siatkarska:
  - Mariusz Wlazły, Marcin Kryś, Bogusław Kanicki
- sekcja piłki nożnej:
  - Dariusz Żuraw, Robert Łakomy, Błażej Karasiak

## Miejsca w tabeli od sezonu 1985/86

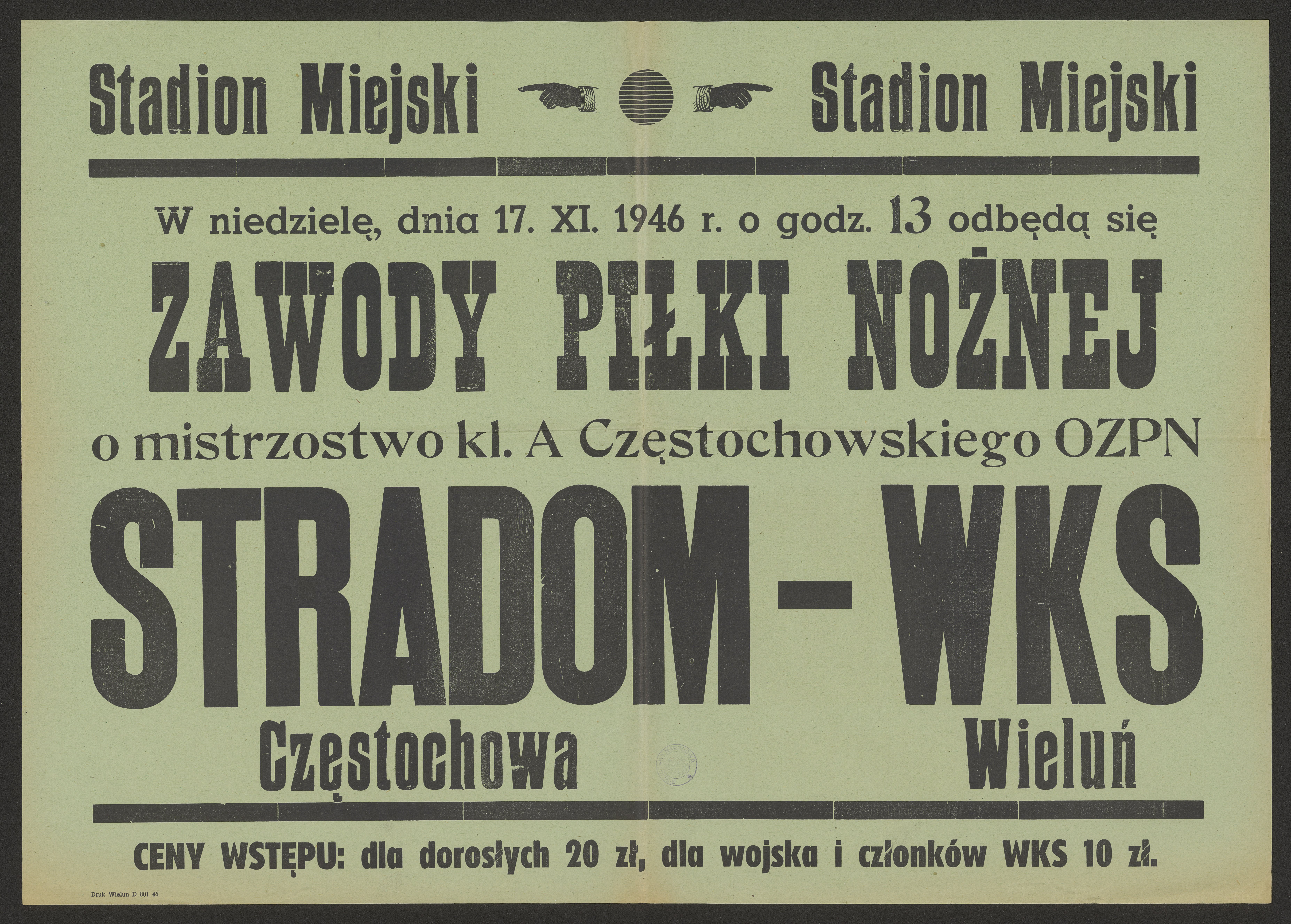
Afisz meczu WKS Wieluń - Stradom Częstochowa 17.11.1946 r.

| sezon     | miejsce                                                            | mecze       | punkty      | bramki      |
| --------- | ------------------------------------------------------------------ | ----------- | ----------- | ----------- |
| 1984/1985 | 16 (III liga)                                                      | 30          | 13          | 17:76       |
| 1985/1986 | brak danych                                                        | brak danych | brak danych | brak danych |
| 1986/1987 | 8 (III liga)                                                       | 26          | 25          | 31:32       |
| 1987/1988 | 8 (III liga)                                                       | 26          | 27          | 37:34       |
| 1988/1989 | 10 (III liga)                                                      | 26          | 22          | 30:41       |
| 1989/1990 | 15 (IV liga)                                                       | 30          | 14          | 34:74       |
| 1990/1991 | 2 (IV liga) awans do III ligi po decyzji OZPN                      | 26          | 40          | 60:31       |
| 1991/1992 | 16 (III liga)                                                      | 32          | 19          | 34:76       |
| 1992/1993 | 1 (IV liga)                                                        | 26          | 38          | 73:33       |
| 1993/1994 | 9 (III liga)                                                       | 34          | 34          | 45:50       |
| 1994/1995 | 4 (III liga)                                                       | 34          | 45          | 75:46       |
| 1995/1996 | 5 (III liga)                                                       | 34          | 54          | 54:50       |
| 1996/1997 | 11 (III liga)                                                      | 32          | 41          | 38:46       |
| 1997/1998 | 9 (III liga)                                                       | 28          | 41          | 52:51       |
| 1998/1999 | 5 (III liga) WKS Wieluń połączony z Marko Walichnowy               | 32          | 47          | 40:35       |
| 1999/2000 | 13 (III liga) WKS Wieluń połączony z Marko Walichnowy              | 34          | 42          | 38:52       |
| 2000/2001 | 19 (III liga) WKS Wieluń połączony z Marko Walichnowy              | 38          | 14          | 22:96       |
| 2001/2002 | 9 (IV liga)                                                        | 34          | 48          | 51:42       |
| 2002/2003 | 3 (IV liga)                                                        | 34          | 60          | 58:27       |
| 2003/2004 | 4 (IV liga)                                                        | 34          | 56          | 56:42       |
| 2004/2005 | 16 (IV liga) WKS Wieluń wycofał się z rozgrywek w przerwie zimowej | 34          | 26          | 32:76       |
| 2005/2006 | 1 (klasa A)                                                        | 26          | 70          | 125:26      |
| 2006/2007 | 4 (klasa okręgowa)                                                 | 30          | 54          | 77:40       |
| 2007/2008 | 6 (klasa okręgowa)                                                 | 30          | 57          | 88:45       |
| 2008/2009 | 1 (klasa okręgowa)                                                 | 30          | 83          | 123:25      |
| 2009/2010 | 13 (IV liga)                                                       | 38          | 53          | 62:60       |
| 2010/2011 | 12 (IV liga)                                                       | 34          | 43          | 41:51       |
| 2011/2012 | 2 (IV liga)                                                        | 34          | 43          | 41:51       |
| 2012/2013 | 8 (III liga)                                                       | 30          | 44          | 46:37       |
| 2013/2014 | 10 (III liga)                                                      | 38          | 55          | 52:45       |
| 2014/2015 | 16 (III liga)                                                      | 34          | 34          | 42:68       |
| 2015/2016 | 7 (klasa okręgowa)                                                 | 34          | 52          | 59:61       |
| 2016/2017 | 5 (klasa okręgowa)                                                 | 30          | 59          | 85:39       |
| 2017/2018 | 6 (klasa okręgowa)                                                 | 30          | 55          | 70:36       |
| 2018/2019 | 1 (klasa B)                                                        | 18          | 54          | 139:7       |
| 2019/2020 | 1 (klasa A)                                                        | 15          | 45          | 80:11       |
| 2020/2021 | 2 (klasa okręgowa)                                                 | 28          | 56          | 90:40       |
| 2021/2022 | 1 (klasa okręgowa)                                                 | 30          | 77          | 111:21      |
| 2022/2023 | 19 (IV liga)                                                       | 38          | 27          | 45:99       |
| 2023/2024 | 1 (klasa okręgowa)                                                 | 30          | 74          | 75:28       |
| 2024/2025 | 14 (IV liga)                                                       | 34          | 47          | 59:66       |